# Srednja vojna škola KoV Sarajevo
Srednja vojna škola KoV Sarajevo je postojala u periodu: 1952—1992 (država: SFRJ / Oružane snage SFRJ).

## Istorija

### Nastanak
Srednja vojna škola kopnene vojske Sarajevo, nastavila je tradicije Pešadijske podoficirske škole koja je otpočela sa radom 1. septembra 1952. godine u Zrenjaninu, gde je školovanje započela 1. klasa PPŠ (Pešadijska Podoficirska Škola), kasnije se preselila u Sombor, gde školovanje započinje 2. klasa, potom se seli u Bileću gde su se školovale 3. i 4.klasa, da bi se od 1. septembra 1956. godine preselila u kasarnu „Maršal Tito” u Sarajevu, gde su se školovale klase od 5. do poslednje 40-te. Poslednja klasa je započela školovanje 1. septembra 1991. godine.
Prve klase su imale dvogodišnje školovanje, sa 6. klasom počinje trogodišnje, a sa 17. klasom (od 1968. godine) počinje četvorogodišnje školovanje u koju su se upisivali učenici osmog razreda. Od 1979. godine, pored četvorogodišnjeg školovanja, ponovo je uvedeno dvogodišnje školovanje u koje su se upisivali učenici nakon završenog 2.razreda srednje civilne škole, tj. usmerenog obrazovanja, kako se tada zvalo. Te klase su pored broja klase imale i oznaku „A”. SVS KoV je bila izabrana na nivou JNA za eksperimentalnu savremenu školu, zahvaljujući čemu je dobijala dodatna sredstva za najmodernija učila i za kontinuiranu dodatnu obuku nastavnog kadra. Tako je bila prva škola koja je imala televiziju zatvorenog kruga za primenu u nastavi, prva koja je imala tzv. programiranu učionicu i druga pomoćna nastavna sredstva koja su bila na nivou najsavremenijih škola u svetu. Imala je i impresivnu biblioteku. Istovremeno, godinama je sarađivala sa Filozofskim fakultetom u Sarajevu — Odsek pedagogija, koji je naučno rukovodio obukom nastavnog kadra u metodici i pedagogiji. Srednja vojna škola KoV je bila sastavni deo Centra vojnih škola KoV Sarajevo.
- Kapija broj 4 kasarne „Maršal Tito“ Sarajevo - 1981. godine
- Svečanost u kasarni „Maršal Tito“ Sarajevo - 1990. godine
- Zastavni pitomački vod u kasarni „Maršal Tito“ Sarajevo - 1990. godine

### Centar vojnih škola KoV Sarajevo
Centar vojnih škola kopnene vojske je bila vrlo složena i brojna nastavno-naučna ustanova JNA sa dugom i bogatom tradicijom. Negovala je tradicije Pešadijske oficirske škole koja je formirana 5.marta 1945.godine, u vreme kada su se vodile žestoke borbe za konačno oslobođenje Jugoslavije. U centru vojnih škola kopnene vojske vršilo se vaspitanje, obrazovanje i osposobljavanje više desetina različitih profila starešina za mirnodopske i ratne dužnosti u oružanim snagama SFRJ (Socijalistička Federativna Republika Jugoslavija) — roda pešadije, intendantsko-finansijske i veterinarske službe. Pitomci i slušaoci su se intenzivno vaspitavali u duhu socijalističkog samoupravnog društva i jugoslovenskog socijalističkog patriotizma. U školama Centra školovali su se sinovi svih jugoslovenskih naroda i narodnosti i zato je on bio u pravom smislu reči, škola bratstva i jedinstva. Izuzetno velika pažnja se poklanjala negovanju borbenih i revolucionarnih tradicija naroda i narodnosti Jugoslavije, posebno iz narodno-oslobodilačkog rata. Tradicije su bile sastavni deo svakodnevnog rada i vaspitanja. Visoko stručan i iskusan nastavni kadar, savremena nastavno-materijalna baza i razvijen istraživački rad obezbeđivali su da se u Centru vojnih škola kopnene vojske teorijska i praktično-primenjena nastava izvodi vrlo kvalitetno i u skladu sa društvenim ciljevima vaspitanja i obrazovanja i koncepcijom opštenarodne odbrane. Životni standard pitomaca, slušalaca i drugih pripadnika Centra, bio je na zavidnom nivou — u granicama materijalnih mogućnosti JNA Jugoslovenska narodna armija i tadašnjeg društva. Razvijana je svestrana saradnja sa školskom i radničkom omladinom, organizacijama udruženog rada, društveno-političkim organizacijama i zajednicama, kao i drugim strukturama i institucijama. Vrlo česti su bili susreti pitomaca i omladine na kulturno-zabavnom i sportskom planu. Za postignute rezultate Centar vojnih škola kopnene vojske je odlikovao dva puta Predsednik SFRJ i Vrhovni komandant Maršal Jugoslavije Josip Broz Tito. Osim toga, Centru je dodeljena Velika plaketa JNA, Plaketa bezbednosti od strane predsednika Saveznog izvršnog veća (Vlade) SFRJ, Šestoaprilska nagrada grada Sarajeva, kao i druga brojna priznanja (plakete, zahvalnice i sl.) U Centru vojnih škola kopnene vojske, pored ostalih škola i kurseva, nalazila se Vojna akademija kopnene vojske — smer pešadija, intendantski i finansijski smer, Srednja vojna škola kopnene vojske, Intendantska srednja vojna škola a od 1985.godine i Muzička srednja vojna škola.

### Školovanje pitomaca SVŠ KoV i ISVŠ Sarajevo
U ovim školama su se školovali pitomci za aktivne mlade oficire (podoficire) KoV-a i intendantske službe. Školovanje je trajalo četiri godine. U prvoj i drugoj godini težište programa je bilo na opšte-obrazovnim predmetima (kao u svim srednjim školama), opšte-vojnim obrazovnim predmetima, taktičkoj obuci i gađanjima iz vatrenog naoružanja kao i obuci u skijanju i plivanju. Na početku druge školske godine, pitomci su potpisivali Svečanu obavezu (Zakletvu) čime su sticali pravo na zaduživanje ličnog naoružanja i izvođenje bojevih gađanja. Od 1975.godine, svi pitomci srednje vojne škole KoV su prve dve godine završavali u Sarajevu, dok su treću i četvrtu godinu završavali u specijalizovanim vojno-nastavnim centrima širom Jugoslavije, gde su se izučavali, pretežno, vojnostručni predmeti u okviru smerova: pešadije, artiljerije, artiljerijsko-raketnih jedinica, protiv-vazdušne odbrane, oklopnih jedinca, inžinjerijskih jedinica, veze, elektronskog izviđanja i protiv elektronskih dejstava, izviđačko diverzantskih jedinica, jedinica vojne policije, atomsko-biološko-hemijske odbrane i intendantske službe, u specijalizovanim vojno-školskim centrima za rodove i službe.
Vojno-nastavni centri su bili:
- Sarajevo (pešadijske jedinice i intendantska služba),
- Zadar (artiljerija i artiljerijsko-raketne jedinice protiv-vazdušne odbrane),
- Banja Luka (oklopno-mehanizovane jedince),
- Karlovac (inžinjerijske jedinice),
- Beograd (jedinice veze i jedinice za elektronsko izviđanje i protiv-elektronskih dejstava),
- Pančevo (izviđačko-diverzantske jedince i jedinice vojne policije) i
- Kruševac (jedinice, atomsko-biološko-hemijske odbrane).

Školovanje pitomaca je bilo besplatno. Bio je obezbeđen solidan standard i svi uslovi za rad, odmor i slobodne aktivnosti. Smeštaj je bio internatskog tipa u sobama za po nekoliko pitomaca opremljenih hotelskim inventarom. Pitomci su primali solidan mesečni džeparac koji je uvećavan nakon svake uspešno završene školske godine. O obrazovanju, stručnom usmeravanju i zdravlju pitomaca starali su se starešine, profesori i lekari, koji su zamenjivali njihove roditelje.
- Pitomačka legitimacija
- Pitomački činovi
- Pitomačka soba
- svečana uniforma pitomca svš
- Pitomac 1.godine svš
- Pitomci 2.godine svš - Potpisivanje Svečane obaveze
- Pitomac 3.godine svš

Tokom školovanja, pitomci su unapređivani u pitomačke činove. Nakon uspešno završene prve školske godine unapređivani su u prvi pitomački čin, pitomac-razvodnik, nakon druge godine u pitomac-desetar, nakon treće u pitomac-mlađi vodnik. Posle završenog školovanja, pitomci su proizvođeni u čin aktivnog vodnika odgovarajućeg roda, odnosno službe i raspoređivani su na dužnosti komandira: odeljenja, voda, karaule, rukovodioca, upravnika i slične dužnosti u jedinicama i ustanovama JNA. Pitomci koji su postizali odličan uspeh, ukoliko su ispunjavali i druge propisane uslove, mogli su odmah nastaviti školovanje u vojnoj akademiji. Ostali pitomci, zavisno od uslova koji su se propisivali svake godine, mogli su konkurisati za redovno ili vanredno školovanje u vojnoj akademiji rodova KoV i intendantske službe. Svečane promocije u čin vodnika, su se održavale sredinom jula meseca u Sarajevu, gde su se ponovo okupljali (kao na početku školovanja) pitomci iz svih vojno-nastavnih centara odakle su odlazili na prve dužnosti širom Jugoslavije.
U Intendantskoj srednjoj vojnoj školi, pored pitomaca, školovali su se i učenici za kvalifikovane kuvare. Njihovo školovanje je trajalo tri godine. Posle završenog školovanja učenici su sticali zvanje kvalifikovanog kuvara, posle čega su se upućivali na odsluženje vojnog roka a onda se raspoređivali na odgovarajuće dužnosti u svojstvu građanskih lica na službi u JNA.
Pravo konkurisanja za Srednju vojnu školu KoV i Intendantsku srednju vojnu školu imali su svi učenici koji su uspešno završili osmogodišnju školu. Od 1979.godine su uvedene „A” klase, koje su se konkurisale nakon završenog drugog razreda srednje škole u građanstvu i njihovo vojno školovanje je trajalo dve godine. Uslovi prijema su se određivali svake godine konkursom.
Šire informacije su se mogle dobiti kod organa narodne odbrane u svakoj Opštini ili direktno na adresu škole koja je bila:
Srednja vojna škola KoV,
Ulica Vojvode Putnika broj 12,
71002 SARAJEVO
- Svečana obaveza u KMT 10.10.1976.g
- Obuka iz nastave gađanja
- Svečanost u SVŠ KOV Sarajevo
- Svečana obaveza SVŠ KOV Sarajevo 1990
- Svečana obaveza SVŠ KOV Sarajevo 1990

### Gašenje CVŠ i SVŠ KoV Sarajevo
Kao posledica početka sukoba na prostoru SFRJ i raspada zemlje i JNA , Centar vojnih škola Sarajevo je napustio kasarnu „Maršal Tito” Sarajevo, 5.juna 1992.godine kada su poslednji pitomci evakuisani i premešteni u Beograd i Požarevac, gde je deo njih nastavio školovanje do kraja, ali u novoj državi koja se zvala Savezna Republika Jugoslavija, koju su sačinjavale dve bivše jugoslovenske republike, Srbija i Crna Gora. Nakon završetka školovanja 40.(poslednje) klase SVŠ KoV, Srednje vojne škole su ukinute a školovanje podoficira je zamenjeno višemesečnim kursevima obuke.
- Nekada smo bili ponosni - Milan Lišanin za Vojni veteran

## Načelnici Srednje vojne škole KoV
- 1957—1969. godine, Narodni heroj pukovnik Savo Trikić, pukovnik Stevan Kovačević i pukovnik Milorad Drakulić
- 1969—1983. godine, pukovnik Luka Šoša
- 1983—1986. godine, pukovnik Slavko Krivošija
- 1986—1992. godine, pukovnik Mijo Čičković

## Spoljašnje veze
- Zvanična prezentacija